# Carl-Erik Thambert
Carl-Erik Thambert, född 2 januari 1923 i Rydaholm, Småland, död 13 mars 2002 i Högalids församling, Stockholm, var en svensk sångare, känd bland annat för att vara den som sjunger Bella Notte i Disneys Lady och Lufsen, som visas varje julafton i SVT.
Carl-Erik Thambert genomgick vid solistklassen vid Musikaliska Akademien och studerade därefter vid Calle Flygare Teaterskola. 1946 blev han Kristina Nilsson-stipendiat och som sådan studerade han sång i Frankrike. 1947 var han i Rom som Italienska statens stipendiat.
Carl-Erik Thambert genombrott som sångare kom på Berns sommaren 1953. Tillsammans med sina bröder Nils, Arne, Åke och Sven uppträdde han ibland under namnet Bröderna Thambert. Under 1950-talet var han en av de mest anlitade sångarna i den svenska radion och förekom ofta i direktsända program som På estraden, Puzzlet och Slagdängorna. Han turnerade också i folkparkerna och var 1955 den mest efterfrågade. 
I början av 1960-talet blev hans turnébuss inblandad i en trafikolycka och han blev illa skadad. Efter en tids rehabilitering kunde han etablera sig som den "sjungande kocken" i företaget Nils Johans köksparad. I sina shower med Nils-Johans köksklubb. När Nils Johan lade ner sin verksamhet i slutet på 1970-talet började Carl-Erik Thambert arbeta för sin bror Åke Thambert på Indiska Magasinet, där han drev en egen butik vid Östermalmstorg i Stockholm.